# صنعت کاپتاگون سوریه

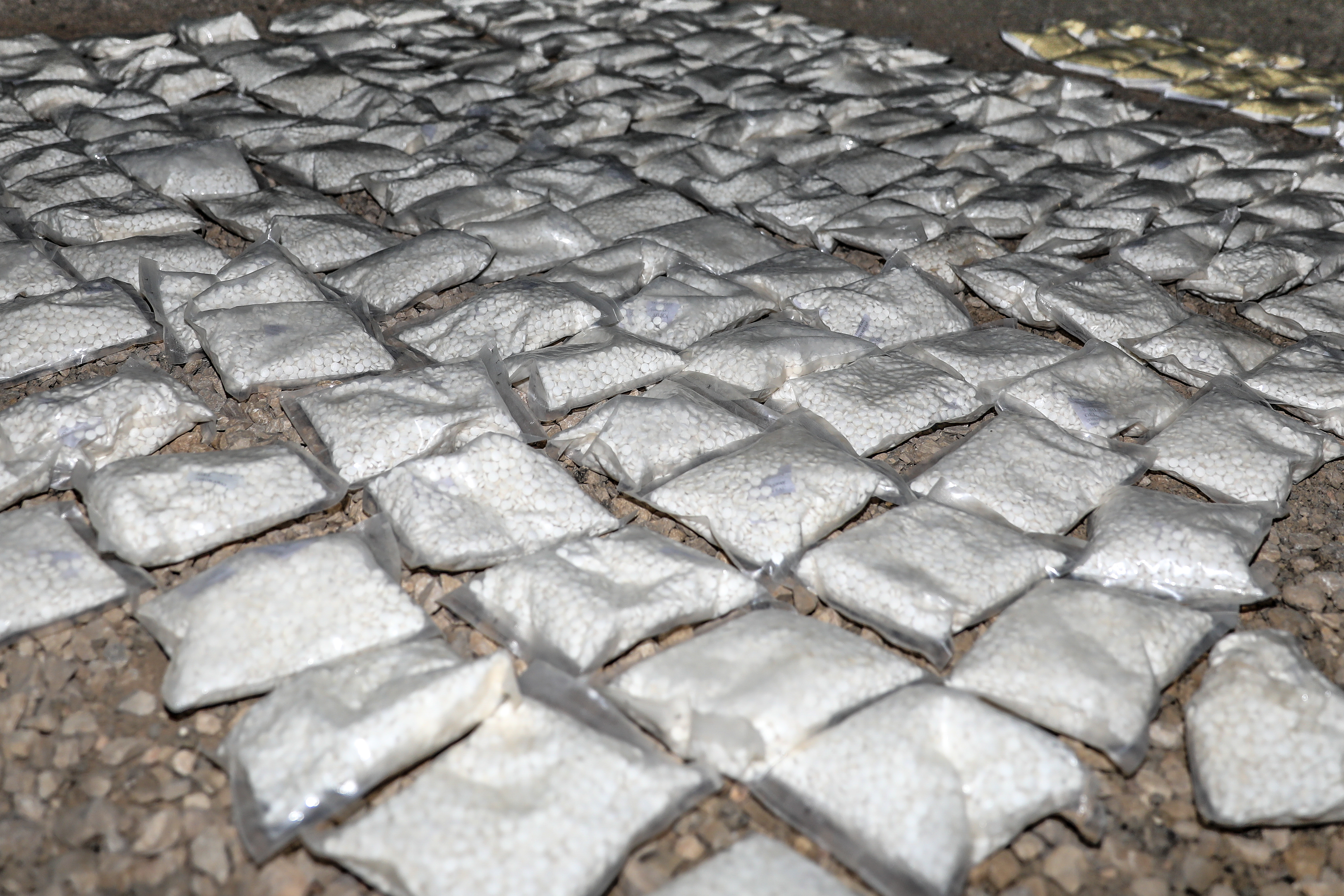
۱۲۷ بسته از کاپتاگُن که قبل از نابودی در ماه مه ۲۰۱۸ در سوریه ضبط شد

صنعت کاپتاگون سوری مسئول حدود ۸۰٪ از تولید جهانی ماده مخدر کاپتاگُن است. سوریه این ماده را به کشورهای مختلف بیشتر در منطقه خاورمیانه، از جمله اردن، عراق، عربستان سعودی، سایر کشورهای حوزه خلیج فارس و مصر و همچنین سازمان‌هایی مانند حماس صادر می‌کند. صادرات این ماده یکی از منابع درآمد اصلی رژیم اسد بود و به او کمک می‌کرد تا کشور را از بحران اقتصادی که در پی جنگ داخلی در آن کشور رخ داده‌بود، بازسازی کند.

## پیش‌زمینه
اکثریت قریب به اتفاق قرص‌های کاپتاگُن در سوریه تولید می‌شوند و بخش کوچکی در لبنان توسط حزب‌الله که در قاچاق این ماده مخدر نیز کمک می‌کند. بر اساس تخمین‌ها، حجم تجارت این ماده مخدر به میلیاردها دلار می‌رسد که به اسد امکان می‌دهد تا با بحران اقتصادی که از زمان آغاز جنگ داخلی در سال ۲۰۱۱ کشور را درگیر کرده‌است، مقابله کند.

## صادرات مواد مخدر به کشورهای خاورمیانه
بر اساس برآوردهای ۲۰۲۳، حدود ۸۰٪ از کاپتاگُن در سوریه تولید می‌شود و از طریق بندر لاذقیه با کمک دولت سوریه تحت فرماندهی ماهر اسد صادر می‌شود. برآوردها نشان می‌دهند که بازار تجارت کاپتاگُن بین ۵٫۷ میلیارد دلار تا ۵۷ میلیارد دلار است. در طول سال‌ها، صدها میلیون قرص کاپتاگُن به اردن، عراق، عربستان سعودی و کشورهای حوزه خلیج فارس قاچاق شده‌اند. یکی از مسیرهای اصلی قاچاق از طریق استان انبار است که با سوریه، اردن و عربستان سعودی هم‌مرز است. در سال ۲۰۲۱، بیش از ۲۵۰ میلیون قرص کاپتاگُن در سراسر جهان کشف شد که ۱۸ برابر بیشتر از تعداد قرص‌های کشف شده در سال ۲۰۱۷ است. همچنین بر اساس گزارشی از الجزیره در سال ۲۰۲۲، دولت اردن ۶۵ میلیون قرص کاپتاگُن را در سوریه که در راه اردن بودند، ضبط کرد. در سال ۲۰۱۵، دبیر کمیته ملی عربستان سعودی برای مقابله با مواد مخدر اعلام کرد که اکثر مصرف‌کنندگان کاپتاگُن بین ۱۲ تا ۲۲ ساله هستند. در می ۲۰۲۳، اجلاسی در جده برگزار شد که در آن کشورهای عضو اتحادیه عرب به توافق عادی‌سازی با سوریه و لغو تحریم‌های آن به دلیل جنگ داخلی در سوریه در ازای مهار قاچاق کاپتاگُن از آن به سایر کشورهای منطقه که منجر به افزایش مصرف مواد مخدر در میان جوانان و در نتیجه آسیب‌های جدی می‌شد، دست یافتند.

### واکنش اردن به قاچاق مواد مخدر
در پی عادی‌سازی، سوریه به اردن اجازه داد تا چندین بار قاچاقچیان مواد مخدر که مواد را به اردن قاچاق می‌کردند را در خاک خود مورد حمله قرار دهد. حملات عمدتاً در استان سویدا، در جنوب غربی سوریه متمرکز بودند. در برخی موارد، افراد بی‌گناه نیز در حملات کشته شدند که این امر انتقادات محلی را نسبت به دولت برانگیخت زیرا به اندازه کافی برای متوقف کردن پدیده قاچاق اقدام نکرده و اردن را مجبور به اقدام نظامی در آنجا کرده‌است.

## استفاده از مواد مخدر توسط گروه‌های تروریستی
داعش در حملات تروریستی پاریس در سال ۲۰۱۵ از مواد مخدر استفاده کردند. همچنین در حمله به اسرائیل در هفتم اکتبر، مقادیر زیادی از کاپتاگُن در پیکر حماسی‌های که در جریان نبردها کشته شدند، کشف شد.